# Bruck an der Großglocknerstraße
Bruck an der Großglocknerstraße é um município da Áustria, situado no distrito de Zell am See, no estado de Salzburgo. Tem 45,68 km² de área e sua população em 2019 foi estimada em 4.771 habitantes.